# تاکسی کردن

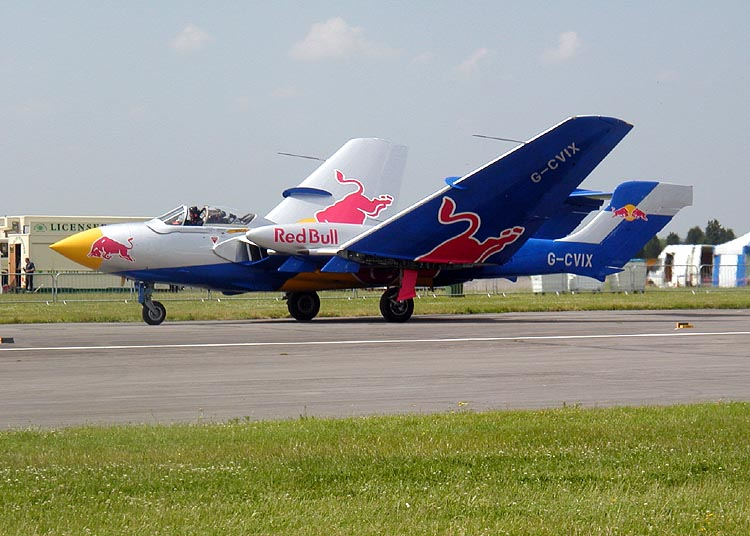
هواپیمای سی ویکسندر حال تاکسی پس از پرواز نمایشی همزمان بال‌های آن در حال خم شدن می‌باشند.

جت تجاری سسنا سایتیشن در حال تاکسی کردن قبل از وارد شدن به باند فرودگاه جهت برخاستن

تاکسی (به انگلیسی: Taxiing)   حرکت هواپیما بر روی زمین، تحت قدرت محرکه خود می‌باشد، در تضاد با بکسل و یا فشار به عقب که در این حال هواپیما توسط یک یدک کش نقل مکان کرد. هواپیما معمولاً روی چرخ ها حرکت می کند ، اما این اصطلاح شامل هواپیما هایی با اسکی یا شناور نیز می شود (برای حرکت بر روی آب). 
یک هواپیما با استفاده از باندهای پرواز برای تاکسی از یک نقطه فرودگاه به نقطه دیگری استفاده می‌کند؛ به عنوان مثال، هنگام حرکت از آشیانه به باند فرودگاه. اصطلاح تاکسی کردن برای شتاب در حال اجرا در طول باند قبل از برخاستن یا اجرای کند کننده بلافاصله پس از فرود استفاده نمی‌شود؛ که به ترتیب به آن رول برخاست و چرخش فرود می گویند. 